# Asterina connectilis
Asterina connectilis är en svampart som beskrevs av Syd. 1939. Asterina connectilis ingår i släktet Asterina och familjen Asterinaceae.   Inga underarter finns listade i Catalogue of Life.